# Пастка щастя
«Пастка щастя» (англ. Trap Happy — 25-й епізод у серії короткометражних мультфільмів «Том і Джеррі». Широкий загал вважає цей епізод жорстокішим, ніж всі інші з цього циклу. Дата виходу: 29 червня 1946 року.

## Сюжет
Том і Джеррі, як завжди, нищать весь будинок у своїх перегонах. Побігавши за мишеням і кілька разів зазнавши невдачі, Том вирішує пошукати винищувача гризунів у Жовтих сторінках. Він знаходить один номер: «Компанія Аякс. Один дзвінок — і всі проблеми вирішено». Том дзвонить за номером, винищувач гризунів Бутч прибуває через секунду і приступає до роботи. Він фарбує гайку в жовтий колір, бризкає на неї сирною есенцією, щоб надати гайці аромату сиру, і підкидає гайку до Джеррі. Мишеня відразу ж її проковтує. Бутч притягує Джеррі магнітом і готується розрубати мишеня навпіл. Том відвертається від жорстокого видовища, а Джеррі підставляє хвіст кота під удар сокири, і починається гонитва «двоє проти одного».
Джеррі тікає в свій будинок. Бутч з Томом намагаються розправитися з Джеррі, спочатку коловоротом, потім хлором, потім піднявши стіну, і наостанок динамітом, але безрезультатно.
Джеррі забігає в нору. Коти його оточують, і намагаються зловити мишеня з двох сторін. Джеррі сплутує разом їх руки, коти тягнуть один одного, думаючи, що вони зловили Джеррі. Врешті-решт, Том так сильно тягне Бутча до себе, що пробиває ним стіну.
Коти вилазять з-під уламків стіни, і розуміють, хто кого тягнув. У люті Бутч закреслює напис «гризунів» і пише «котів», ставши «Винищувачем котів», що дивує Тома.
Бутч дістає двостволку, нажаханий Том вистрибує у вікно, і Бутч стріляє по втікачеві.

## Факти
- Епізод, де Том пускає газ у нору Джеррі, зустрічається також у серії «Professor Tom», де замість газу був дим від сигари.
- Бутч замінює слово написане на його валізі «мишей» на «котів». Тепер він — винищувач котів, хоча й сам є котом. Ще однією неоднозначною сценою мультфільму є епізод, де Джеррі рятується, підключивши дроти до коловорота, через що Бутча б'є струмом — хоча мишеня, притиснуте до стіни цим же коловоротом, за логікою, при цьому саме мало б отримати електротравму.
- Цей епізод — рідкісний випадок, коли Том говорить.
- У деяких показах мультфільму сцену з відрубуванням хвоста Тома вирізано. Також цей епізод вважається найжорстокішим у всьому серіалі.
- Назва мультфільму «Trap Happy» походить від англомовного терміна trap-happy, який перекладається приблизно як «пасткозадоволений», і вказує на схильність тварини, яка один раз потрапила в пастку для підрахунку популяції, потрапляти в неї й наступного разу.